# Rugby à sept
Cet article traite de la variante du rugby à XV. Pour la variante du rugby à XIII, voir rugby à VII.
Le rugby à sept (ou rugby à 7) est la variante du rugby à XV qui se joue par équipes de sept joueurs sur le terrain (plus les remplaçants). Le rugby à sept reprend les caractères communs du rugby à XV : deux équipes qui se disputent un ballon ovale, le ballon joué à la main (passes) ou au pied (coups), des formes de mêlées et de touches, un objectif qui consiste à marquer plus de points que l'adversaire en réussissant soit des essais soit des buts.
Le rugby à sept est originaire d'Écosse et s'est développé dans la seconde moitié du XXe siècle dans les pays anglo-saxons (Afrique du Sud, Nouvelle-Zélande, Australie, Royaume-Uni), puis en France. Le 9 octobre 2009, le rugby à sept devient un sport olympique à partir des Jeux de Rio de Janeiro 2016, où les équipes masculine des Fidji et féminine d'Australie remportent les premières médailles d'or.

## Histoire

### Exemple écossais

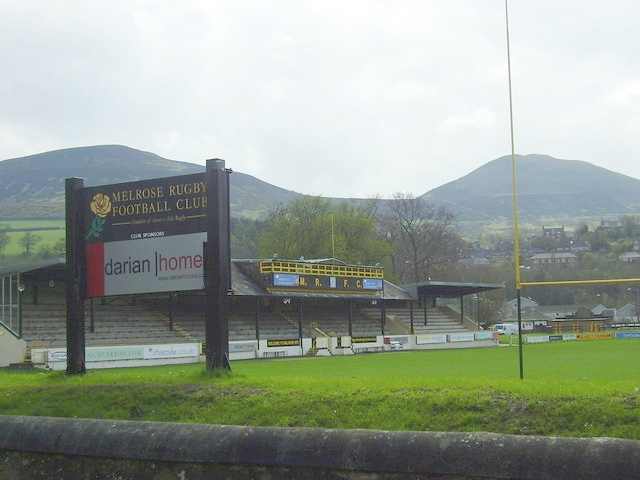
Melrose RFC en Écosse, berceau du rugby à sept.

Le rugby à sept est inventé par Ned Haig, joueur de rugby à Melrose, petite ville du sud de l'Écosse, quand il y organise en avril 1883 un tournoi de rugby au bénéfice du club local, le Melrose RFC. Le premier match de rugby à sept a lieu sur le terrain du club, le Greenyards, où il est bien reçu par les spectateurs. En effet, afin de multiplier les matchs et de faire la part belle au spectacle, Haig diminue la durée d'une rencontre à deux mi-temps de 7 minutes et l'effectif d'une équipe à sept joueurs. C'est le premier tournoi de rugby à sept de l'histoire. Ce tournoi existe encore aujourd'hui sous le nom de Melrose Sevens. Deux ans plus tard, Tynedale RFC est la première équipe non écossaise à gagner en 1885 le titre de la Borders Sevens Titles à Galashiels.
Malgré la popularité du rugby à sept dans les Scottish Borders, le sport ne se développe pas en dehors, la discipline devant attendre son éclosion dans les années 1920 et 1930. Le premier tournoi de rugby à sept organisé en dehors de l'Écosse se déroule à Percy Park Sevens à North Shields dans le nord-est de l'Angleterre en 1921. Se tenant à proximité des Scottish Borders, l'événement attire l'attention de la population, la finale opposant le futur vainqueur Selkirk RFC à Melrose RFC.
En 1926, le docteur J.A. Russell-Cargill, membre du comité de rugby du Middlesex a l'idée d'organiser une compétition caritative en faveur du comté, le Middlesex Sevens, qui est encore aujourd'hui l'évènement phare du rugby à sept en Angleterre. Les évènements clé de la propagation du rugby à sept en Angleterre sont les compétitions comme le Middlesex Sevens, qui a compté de redoutables figures au sein de son sous-comité telles Wavell Wakefield et Bill Ramsay. Le Middlesex Sevens est aussi un grand gala de bienfaisance, et en 1926, il récolte 1 600 livres pour l'hôpital Édouard VII du Royaume-Uni. À l'époque, le prix d'entrée est d'un shilling et la place assise de cinq shillings.
Le premier tournoi international officiel se déroule en 1973 au Murrayfield Stadium lors de la célébration du centenaire de la Fédération écossaise de rugby à XV. Même si l'IRB ne sanctionne pas cette édition comme la première coupe du monde, l'Angleterre en sort première vainqueure et elle est saluée par la presse internationale, telle que The Daily Telegraph, comme champion du monde.

### Développement international
En 1976, Ian Gow et Tokkie Smith, président de la filiale de Rothmans à Hong-Kong et entrepreneur sud-africain, ressuscitent le jeu à sept en organisant un tournoi réunissant douze équipes à Hong-Kong. C'est un succès qui va entraîner la création de plusieurs autres tournois :
- En 1993 à Édimbourg en Écosse a lieu la première Coupe du monde de rugby à sept mettant aux prises 24 équipes nationales. Cette Coupe du monde a désormais lieu tous les quatre ans.
- En 1999-2000, l'IRB (International Rugby Board) organise une série de dix tournois internationaux, l'IRB World Sevens Series, qui couronne la meilleure équipe sur l'ensemble de la saison.

Le 9 octobre 2009, le Comité international olympique intègre le rugby à sept parmi les sports olympiques à compter des Jeux de 2016. L'arrivée du rugby à sept dans le programme olympique entraîne d'abord un arrêt de la Coupe du monde de rugby à sept après l'édition de 2013 en Russie (qui est attribuée à la Nouvelle-Zélande après son écrasante victoire face à l'Angleterre 33 à rien). Cependant, en juin 2013, l'IRB décide de maintenir la compétition et de la faire se tenir tous les quatre ans à partir de 2018.

### Cas du Royaume-Uni
À l'origine, les trois nations de Grande-Bretagne jouent chacune avec une équipe nationale indépendante tandis que l'Irlande représente autant les joueurs de l'ensemble de l'île, à l'instar du rugby à XV.
À l'intersaison 2022, les fédérations anglaise, écossaise et galloise décident conjointement d'aligner une équipe commune de Grande-Bretagne dès la saison 2022-2023 de la série mondiale, sur le principe des Jeux olympiques. Chacune des équipes nationales reste néanmoins indépendante dans le cadre de la Coupe du monde et des Jeux du Commonwealth.

## Règles du jeu

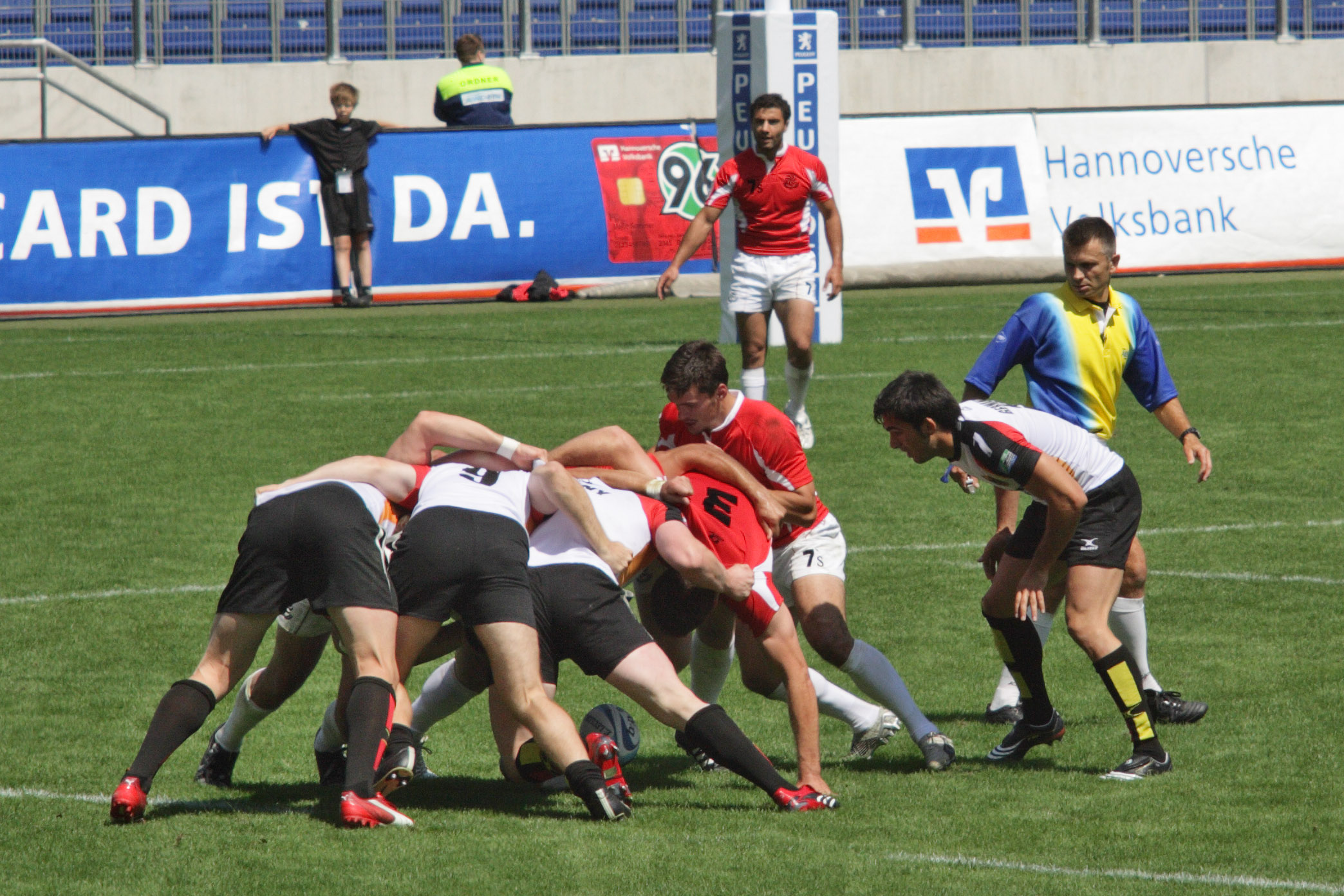
Mêlée de rugby à sept.

Les règles de base du rugby à sept sont fondées sur celles de son homologue à XV. Les différences y sont, comme on peut s'y attendre, principalement liées au nombre réduit de joueurs. La liste de variations officielles est détaillée dans un document de World Rugby.
Ci-dessous, entre parenthèses figure la version correspondante du rugby à XV :
- Joueurs : par équipe, il y a sept joueurs sur le terrain (quinze). Hors du terrain, cinq remplaçants (huit) sont disponibles pour entrer en jeu. Un joueur remplacé peut revenir en jeu sauf en cas de blessure ouverte ou saignante (c'est possible à 15). Les mêlées se font avec trois avants (huit) par camp. Comme au rugby à XV, les joueurs sont classés par poste : en ligne avant, deux piliers et un talonneur qui forment la mêlée ; les arrières, deux demis, de mêlée et d'ouverture, un centre, et un ailier-arrière. Du fait que le terrain est le même qu'à 15, la faible densité de joueurs rend le jeu plus dynamique et les essais beaucoup plus fréquents. De ce fait également, le gabarit des joueurs est moins massif.
- Temps de jeu : un match est joué en deux mi-temps de 7 minutes (au lieu de 40) au plus de temps de jeu (non arrêté), avec une pause d'une minute au plus (10 à 15) pour changer de côté. Une finale de tournoi peut durer deux fois 10 min, avec au plus deux minutes de pause. En cas d'égalité (match nul), ce temps de jeu est suivi d'une ou plusieurs prolongations de 5 min jusqu'à ce qu'une équipe l'emporte par les premiers points marqués (ordinairement deux prolongations de 10 min, puis tirs au but).
- Marque : une transformation se fait par coup de pied tombé (anglais drop goal), dans les 40 secondes (ordinairement par coup de pied placé, 90 s). L'équipe qui a marqué effectue la remise en jeu (c'est l'adversaire qui remet en jeu), par un drop goal qui doit atteindre la ligne des 10 mètres adverse. En prolongations, les premiers points marqués déterminent le vainqueur final.
- Arbitrage : il y a un juge d'en-but par côté (les juges de touche vont dans l'en-but) qui, aidé par un juge de touche, signale le passage de pénalités et transformations. Un joueur exclu temporairement pour anti-jeu ou jeu dangereux (carton jaune) l'est pour une durée de deux minutes (10 minutes) : une telle suspension engendre une faiblesse très sévère de son équipe du fait qu'un joueur sur 7 est exclu (un sur 15). La règle de l'avantage est rapide, durant habituellement un temps de jeu (plusieurs). Nombre de pénalités suivant des fautes de jeu se font par un tir libre (free kick) du centre de la ligne médiane (proche du lieu de la faute), au choix à la volée ou en drop goal (en coup de pied placé) pour un tir au but, cela doit se faire dans les 30 secondes (60 secondes). Du fait du temps de jeu restreint à sept, les décisions doivent être prises plus rapidement qu'à XV, amenant les arbitres à sanctionner plus facilement certaines fautes, notamment dans les rucks[12].

## Compétitions

### Compétitions au sein de jeux multisports

#### Jeux olympiques
Le rugby à sept fait son apparition aux Jeux olympiques en 2016 au stade de Deodoro, à Rio de Janeiro. Les Fidji sont les premiers champions olympiques masculins, ce qui représente la première médaille olympique de l'archipel. Le premier tournoi olympique féminin est remporté par l'Australie.
Depuis 2014, le rugby à sept est également présent aux Jeux olympiques de la jeunesse. La première édition est remportée par l'équipe de France.

#### Jeux mondiaux
Avant de devenir une discipline olympique en 2016, le rugby à sept était éligible aux Jeux mondiaux. Introduit en 2001, quatre tournois sont disputés jusqu'en 2013. Les Fidji remportent les trois premières éditions, la dernière étant remportée par l'Afrique du Sud.

#### Jeux du Commonwealth
Le rugby à sept est intégré aux Jeux du Commonwealth en 1998. La Nouvelle-Zélande remporte les quatre premiers tournois. L'édition 2014 est remportée par l'Afrique du Sud.
Un tournoi féminin est également organisé pour la première fois en 2018, remporté par les Néo-Zélandaises aux dépens des locales australiennes.

### Compétitions mondiales

#### Coupe du monde de rugby à sept
Les Coupes du monde sont organisées tous les quatre ans par l'International Rugby Board (IRB, fédération internationale, devenue en 2014 World Rugby). Le tournoi principal ainsi que le nom du trophée remis au vainqueur est nommé la Melrose Cup. Disputé depuis 1993, le palmarès est dominé par la Nouvelle-Zélande avec trois victoires. 24 nations disputent le tournoi et pour la première fois en 2018, la compétition se dispute sans match de poule, c'est-à-dire directement en matchs éliminatoires.
La compétition féminine est lancée en 2009.

#### Série mondiale masculine de rugby à sept
La série mondiale masculine de rugby à sept est la compétition la plus importante de rugby à sept. Disputée annuellement, c'est un circuit mondial composé de plusieurs étapes qui sont des tournois disputés sur un week-end. La Nouvelle-Zélande a gagné quatorze éditions. Les Fidji et l'Afrique du Sud en ont gagné quatre, les Samoa, l'Australie et la France une.
Pour l'édition 2023-2024, le format de la compétition évolue ; le vainqueur est désigné lors d'une grande finale qui réunit les huit meilleures équipes.
| Édition                                        | Étapes | Vainqueur        | Points |
| ---------------------------------------------- | ------ | ---------------- | ------ |
| 1999-2000                                      | 10     | Nouvelle-Zélande | 186    |
| 2000-2001                                      | 9      | Nouvelle-Zélande | 162    |
| 2001-2002                                      | 11     | Nouvelle-Zélande | 198    |
| 2002-2003                                      | 7      | Nouvelle-Zélande | 112    |
| 2003-2004                                      | 8      | Nouvelle-Zélande | 128    |
| 2004-2005                                      | 7      | Nouvelle-Zélande | 116    |
| 2005-2006                                      | 8      | Fidji            | 144    |
| 2006-2007                                      | 8      | Nouvelle-Zélande | 130    |
| 2007-2008                                      | 8      | Nouvelle-Zélande | 154    |
| 2008-2009                                      | 8      | Afrique du Sud   | 132    |
| 2009-2010                                      | 8      | Samoa            | 164    |
| 2010-2011                                      | 8      | Nouvelle-Zélande | 166    |
| 2011-2012                                      | 9      | Nouvelle-Zélande | 167    |
| 2012-2013                                      | 9      | Nouvelle-Zélande | 173    |
| 2013-2014                                      | 9      | Nouvelle-Zélande | 180    |
| 2014-2015                                      | 9      | Fidji            | 164    |
| 2015-2016                                      | 10     | Fidji            | 181    |
| 2016-2017                                      | 10     | Afrique du Sud   | 192    |
| 2017-2018                                      | 10     | Afrique du Sud   | 182    |
| 2018-2019                                      | 10     | Fidji            | 186    |
| 2019-2020                                      | 6      | Nouvelle-Zélande | 115    |
| 2021                                           | 2      | Afrique du Sud   | 40     |
| 2021-2022                                      | 9      | Australie        | 126    |
| 2022-2023                                      | 11     | Nouvelle-Zélande | 200    |
| Nouveau format : vainqueur de la grande finale |        |                  |        |
| 2023-2024                                      | 8      | France           |        |

#### Série mondiale féminine de rugby à sept
Alors que le rugby à sept devient un sport olympique, la vulgarisation de la discipline féminine est encouragée. Ainsi, les femmes disputent la Coupe du monde, les Jeux olympiques et la série mondiale, comme dans la catégorie masculine.
| Édition                                        | Étapes                                               | Vainqueur                                            | Points                                               |
| ---------------------------------------------- | ---------------------------------------------------- | ---------------------------------------------------- | ---------------------------------------------------- |
| 2012-2013                                      | 4                                                    | Nouvelle-Zélande                                     | 74                                                   |
| 2013-2014                                      | 5                                                    | Nouvelle-Zélande                                     | 96                                                   |
| 2014-2015                                      | 6                                                    | Nouvelle-Zélande                                     | 108                                                  |
| 2015-2016                                      | 5                                                    | Australie                                            | 94                                                   |
| 2016-2017                                      | 6                                                    | Nouvelle-Zélande                                     | 116                                                  |
| 2017-2018                                      | 5                                                    | Australie                                            | 92                                                   |
| 2018-2019                                      | 6                                                    | Nouvelle-Zélande                                     | 110                                                  |
| 2019-2020                                      | 5                                                    | Nouvelle-Zélande                                     | 96                                                   |
| 2020-2021                                      | Édition annulée en raison de la pandémie de Covid-19 | Édition annulée en raison de la pandémie de Covid-19 | Édition annulée en raison de la pandémie de Covid-19 |
| 2021-2022                                      | 6                                                    | Australie                                            | 80                                                   |
| 2022-2023                                      | 7                                                    | Nouvelle-Zélande                                     | 138                                                  |
| Nouveau format : vainqueur de la grande finale |                                                      |                                                      |                                                      |
| 2023-2024                                      | 8                                                    | Australie                                            | –                                                    |

### Compétitions continentales
Chacune des six associations régionales membres de World Rugby organisent annuellement une compétition, composé d'un ou plusieurs tournoi. Ces compétitions servent de qualifications pour les compétitions majeurs (coupe du monde, jeux olympiques et World Series via le tournoi de qualification de Hong Kong).
- Rugby Afrique organise les Africa Cup Sevens
- Rugby Europe organise les Seven's Grand Prix Series (compétition féminine)
- Oceania Rugby organise les Oceania Sevens
- Asia Rugby organise les Asia Rugby Sevens Series
- Rugby Americas North organise les Rugby Americas North Sevens
- Sudamérica Rugby organise les Sudamérica Rugby Sevens.

## Le rugby à sept en France

### Pratique
La Fédération française de rugby à XV, FFR, a recensé environ 15 000 personnes pratiquant le rugby à sept  sur les terrains pour la saison 2014-2015. Plus de 40 tournois sont autorisés par la Fédération et ses comités (hors championnat de France). Quelque 540 équipes ont été engagées dans les championnats de France en 2015 (51 équipes de plus qu'en 2014) et la phase finale s'est déroulée les 27 et 28 juin à Marcoussis. Six championnats de France sont organisés pour la saison 2015-2016 : les compétitions moins de 16 ans garçons (clubs et comités), les moins de 18 ans garçons et filles (comités) et les deux compétitions seniors (hommes et femmes). Cinq titres sont décernés par les championnats nationaux seniors : trois chez les hommes (Élite, Fédéral et Territorial) et deux chez les femmes (Élite et Fédéral).

### Tournois internationaux
En 1996, est fondé le Tournoi de France de rugby à sept. Il devient ensuite une des étapes des World Rugby Sevens Series avant d'être abandonné, puis repris en 2016. Il se dispute annuellement fin mai au Stade Jean-Bouin à Paris.
Depuis la création du tournoi européen, la France possède une étape de 2002 à 2007 (à Lunel) et de nouveau depuis 2011 à Lyon.
Depuis 2016, la France accueille une des étapes des World Rugby Women's Sevens Series à Clermont-Ferrand.
Créé en 2005 par des étudiants de l'École centrale Paris, le Centrale Sevens organise chaque année un tournoi de rugby à sept international regroupant certaines des meilleures équipes universitaires et développement de la planète. Ce tournoi compte augmenter son importance chaque année jusqu'à devenir une référence pour les tournois professionnels développement en trois ans. L'édition 2018 marque un tournant dans l'histoire du Centrale 7 après la fusion et la création de l'école CentraleSupélec. Cette 14e édition se déroule pour la première fois à Orsay, et non plus sur le campus de Châtenay-Malabry.

### Championnat de France de rugby à sept
| Saison | Élite masculin | Élite féminin     | Fédéral masculin | Fédéral féminin | Territorial masculin    |
| ------ | -------------- | ----------------- | ---------------- | --------------- | ----------------------- |
| 2012   | Stade français | RC Chilly-Mazarin | –                | –               | –                       |
| 2013   | Stade français | AC Bobigny 93     | –                | –               | –                       |
| 2014   | RC Massy       | Lille MR          | Stade Pézenas    | Maison Laffite  | Cheminots de Strasbourg |
| 2015   | Blagnac SC     | AC Bobigny 93     | CA Orsay RC      | AS Rouen        | Landes Océan RC         |
| 2016   | Bleus Sevens   | Lille MR          | SC Blagnac Rugby | AS Rouen        | UA Mimizan              |

## Récompenses
Depuis 2004 pour les hommes et 2013 pour les femmes, les meilleurs joueurs du monde sont récompensés annuellement à l'occasion des Prix World Rugby.
| Année | Homme                               | Femme                                   |
| ----- | ----------------------------------- | --------------------------------------- |
| 2004  | Simon Amor                          | Non attribué                            |
| 2005  | Orene Ai'i                          | Non attribué                            |
| 2006  | Uale Mai                            | Non attribué                            |
| 2007  | Afeleke Pelenise                    | Non attribué                            |
| 2008  | DJ Forbes                           | Non attribué                            |
| 2009  | Ollie Phillips                      | Non attribué                            |
| 2010  | Mikaele Pesamino                    | Non attribué                            |
| 2011  | Cecil Afrika                        | Non attribué                            |
| 2012  | Tomasi Cama Junior                  | Non attribué                            |
| 2013  | Tim Mikkelson                       | Kayla McAlister                         |
| 2014  | Samisoni Viriviri                   | Emilee Cherry                           |
| 2015  | Werner Kok                          | Portia Woodman                          |
| 2016  | Seabelo Senatla                     | Charlotte Caslick                       |
| 2017  | Perry Baker                         | Michaela Blyde                          |
| 2018  | Perry Baker                         | Michaela Blyde                          |
| 2019  | Jerry Tuwai                         | Ruby Tui                                |
| 2020  | Jerry Tuwai (joueur de la décennie) | Portia Woodman (joueuse de la décennie) |
| 2021  | Marcos Moneta                       | Anne-Cécile Ciofani                     |
| 2022  | Terry Kennedy (en)                  | Charlotte Caslick                       |
| 2023  | Rodrigo Isgró                       | Tyla Nathan-Wong                        |
| 2024  | Antoine Dupont                      | Maddison Levi                           |